# Штирийская группа диалектов

Карта распространения диалектов словенского языка
Штирийская группа диалектов

Штири́йская гру́ппа диале́ктов (также штирийская диалектная зона, штирийские диалекты, штайерские диалекты; словен. štajerska narečna skupina, štajerščina) — одна из семи основных диалектных групп словенского языка. Область распространения — часть исторического региона Штирия в центральных и юго-восточных районах Словении. Включает шесть диалектов: среднесавиньский, верхнесавиньский, среднештирийский и другие. Носители диалектов — представители субэтнической группы штирийцев (штайерцев).
В фонетической системе штирийских диалектов отмечаются такие исторические изменения, как ě > i̯͡e, i̯͡a;
ъ и ь > ẹ, e; r̥ > ar; n’ > j, l’ > l; в просодической системе сохранилась только нисходящяя интонация.
Особенности штирийских диалектов, относящиеся в основном к области морфологии, отражены в современном словенском литературном языке наряду с чертами гореньской, доленьской и других диалектных групп.
Письменные тексты на штирийских диалектах появляются с XVII—XVIII веков, на штирийской основе в этот период складывался один из вариантов словенского литературного языка наряду с центральнословенским (краинским), каринтийским и другими.
В настоящее время в ареале штирийской группы диалектов формируются южноштирийский и северноштирийский региональные разговорные языки, представляющие собой наддиалектные образования. Центр формирования первого из них — город Целе, центр второго — Марибор (с особым вариантом в Мурска-Соботе и его окрестностях).